# Осмийтригадолиний
О̀смийтригадоли́ний — бинарное неорганическое соединение, интерметаллид
осмия и гадолиния
с формулой Gd3Os,
кристаллы.

## Получение
- Сплавление стехиометрических количеств чистых веществ:

{\displaystyle {\mathsf {Os+3\,Gd\ {\xrightarrow {T}}\ Gd_{3}Os}}}

## Физические свойства
Осмийтригадолиний образует кристаллы ромбической сингонии, пространственная группа P nma, параметры ячейки a = 0,7415 нм, b = 0,9217 нм, c = 0,6333 нм, Z = 4,
структура типа карбида железа FeC3
.